# Cyprinella callistia
Cyprinella callistia és una espècie de peix cipriniforme de la família dels ciprínids.

## Morfologia
Els mascles poden assolir els 13 cm de longitud total.

## Distribució geogràfica
Es troba a Nord-amèrica: sud-est de Tennessee, nord-oest de Geòrgia, Alabama i nord-est de Mississipi (Estats Units).